# Proconvertin

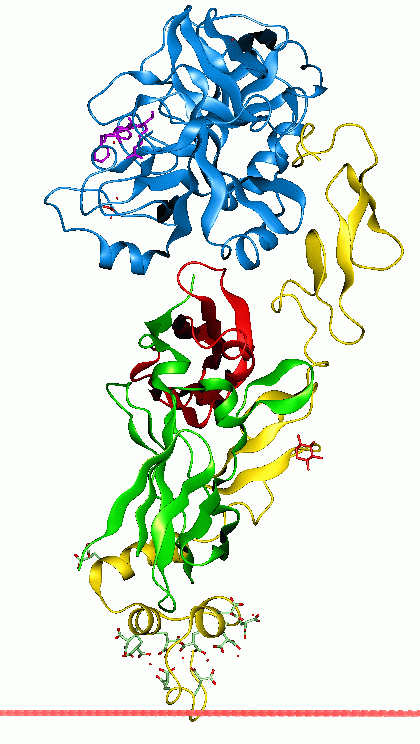
A VIIa alvadási tényező (PDB 1dan [1]) rögzítése a membránhoz, a Gla doménen keresztül.

A proconvertin vagy - újabban hivatalos nevén - a VII-es faktor egy, a vér alvadásához vezető véralvadási kaszkádban szereplő fehérje. A szerin proteáz osztály egyik enzimje. Az emberi VIIa tényező rekombináns formája (NovoSeven, eptakog alfa [aktivált]), az Amerikai Élelmiszer és Gyógyszer Ügynökség (U.S Food and Drug Administration) által jóváhagyott gyógyszere a hemofíliás betegek kontrollálatlan vérzésének. Gyakran engedélyhez nem kötött módon használják súlyos kontrollálhatatlan vérzések esetén, habár ilyenkor biztonsági aggályok merültek fel. A rekombináns aktivált VII-es faktor bioekvivalens formája az AryoSeven.

## Fiziológia
A VII-es faktor fő szerepe, hogy a szöveti faktorral (TF/III-as faktor) együtt elindítsa a véralvadás folyamatát. A szöveti tényező a véredényeken kívül található - általában nincs kitéve a véráramlásnak. A véredények sérülése után, a szöveti faktor kapcsolatba kerül a vérrel és a cirkuláló VII-es faktorral. A VII-es faktor és a szöveti faktor összekapcsolódása után különböző proteázok - trombin (IIa faktor); Xa, IXa, XIIa faktorok illetve maga a VIIa-TF komplex - aktiválják ezt a komplexet (VIIa faktor). A VIIa-TF legfontosabb szubsztrátjai a X-es faktor és a IX-es faktor.
A faktor működését nehezíti, lassítja a szöveti faktor útvonal gátló (tissue factor pathway inhibitor - TFPI), amely a véralvadás kezdete után szinte azonnal megjelenik. A proconvertin K-vitamin függő, a májban termelődik. Warfarin vagy hasonló véralvadásgátlók használata csökkenti a proconvertin hepatikus (májban történő) szintézisét.

## Genetika
A VII-es faktor génje a 13-as kromoszómában található (13q34).

## Betegségben játszott szerepe
Hiánya ritkán fordul elő (veleszületett proconvertin hiány) és recesszíven örökölt. A VII-es faktor hiánya hemofília-szerű vérzési rendellenességként jelenik meg. Kezelése rekombináns VIIa tényezővel (NovoSeven) történik.

## Egészségügyi alkalmazásai
Rekombináns humán VIIa faktort (NovoSeven, eptakog alfa [aktivált], ATC-kód B02BD08) használnak azon hemofíliás betegek (VIII-as vagy IX-es faktor hiány) kezelésére, akik gátlót fejlesztettek ki a helyettesítő alvadási faktorok ellen.
Használják még kontrollálhatatlan vérzések beállítására. Ilyen módon legelőször 1999-ben használták, egy kontrollálhatatlanul vérző izraeli katonán. A felhasználását az indokolja, hogy csak azokon a területeken indukálja a véralvadást, ahol a szöveti faktor (TF) is jelen van. Ennek ellenére, O'Connell és munkatársai a mélyvénás trombózis, a tüdőembólia és a szívinfarktus megnövekedett kockázatát jelentették, az rVIIa faktor használatával kapcsolatban. Egy 2008-as meta-analízis, amelyben a rVIIa faktort nem-hemofíliás betegeken, véletlenszerűen válogatva, ellenőrzött próbák során vizsgálták; nem mutatták ki a mélyvénás trombózis és a tüdőembólia magasabb kockázatát, habár az artériás trombózis kockázatát potenciálisan növelheti. 2010-ben egy nagyobb tanulmány, amely 35 teszt eredményeit ötvözi, az artériás trombózis határozott növekedését mutatta; a kockázat idős betegeknél magasabb volt.
Egy 2005-ös tanulmány szerint, a rekombináns emberi VII-es faktor javítja az akut intracerebrális vérzések kimenetelét; ugyanakkor, egy újabb és nagyobb 2008-as tanulmány, amelyet ugyanez a csoport végzett, a kezdeti eredményekkel szemben nem tudott kedvezőbb mortalitási eredményeket felmutatni. A VII-es faktor már nem ajánlott az intracerebrális vérzéses betegek kezelésére.

## Interakciók
Kimutatták, hogy a VII-es faktor kölcsönhatásba lép a szöveti faktorral.

## Külső hivatkozások
- A MEROPS online adatbázis; a peptidázokról és gátlóikról: S01.215 Archiválva 2020. május 29-i dátummal a Wayback Machine-ben

## Fordítás
Ez a szócikk részben vagy egészben  a   Factor VII című angol Wikipédia-szócikk fordításán alapul.  Az eredeti cikk szerkesztőit annak laptörténete sorolja fel. Ez a jelzés csupán a megfogalmazás eredetét és a szerzői jogokat jelzi, nem szolgál a cikkben szereplő információk forrásmegjelöléseként.